# Magán & Rodríguez
Magán & Rodríguez fue un dúo musical español de disc-jockeys y productores de música electrolatino, formado por el reconocido cantante y DJ Juan Magán y el productor Marcos Rodríguez en el 2008. El dúo lanzó su primer álbum discográfico titulado "Suave". El dúo fue creado por Marcos Rodríguez, dándose a conocer con sus primeros y mayores éxitos electrónicos y latinos a nivel mundial, como "Suck My...", Suave", "Bora Bora", "Que levante la mano mi gente", "el Globo", "el otro soy yo", "Loco", "Merenguito" y entre otros. La dupla de DJs, en la escena musical del House a nivel mundial, se posicionaron en la lista oficial de mayores ventas en España, siendo el segundo país con mayores ventas digitales totales por Beatport con "Bora Bora".
Fueron doble platino con sus sencillos "Bora Bora" y el álbum Suave. El dúo solo duró un año y se disolvió en el 2009. Juan Magán se lanzó como solista y en su carrera musical tuvo éxito, de hecho ganó en 2015 un Grammy Latino.

## Discografía

### Álbumes
Álbumes de estudio
- 2008: Suave

EP
- 2008: Suave EP
- 2008: Suave EP 2
- 2008: Suave EP 3

Otros
Juan Magan presents Marcos Rodríguez
- 2004: Salsa (EP)

Juan Magan & Marcos Rodríguez
- 2009: We Love Asere

### Sencillos
- 2007: "No dare ni un paso atrás"
- 2008: "Suave"
- 2008: "Suck My..."
- 2008: "Bora Bora"

### Remixes
- 2007: Pier Bucci – Hay Consuelo
- 2008: Ian Oliver Feat. Shantel – Bucovina
- 2008: Righi & Dan – Havana Loca
- 2008: Danny Márquez & Tuccillo – Mumba
- 2008: Pocomoxo – Hoy Es Sábado
- 2008: Tikaro, J. Louis & Ferran feat. Rebeka Brown – Real Things
- 2008: Tony Martínez & DJ Josep – People Sound
- 2009: Rivero & DJ Rob – You Are the Queen
- 2009: Rivero & DJ Rob – 4 Ever